# 洛格拉托
洛格拉托（義大利語：Lograto），是意大利布雷西亚省的一个市镇。总面积12.1平方公里，人口3806人，人口密度314.5人/平方公里（2009年）。国家统计（ISTAT）代码为017091。